# 王启人
王启人（1941年11月—2001年7月10日），陕西勉县人，中华人民共和国政治人物。

## 生平
1960年9月至1963年9月，在中央财政金融学院金融系外汇专业学习。1963年9月至1971年12月，任中国人民银行广东省分行国外业务部办事员、办公室科员。1971年12月至1979年1月，任中国人民银行广东省分行政治处副科长。1973年10月，加入中国共产党。1979年1月至1984年4月，任中国人民银行广东省分行金融研究所副科长、科长、副所长、所长。1984年4月至1989年5月，任中国人民银行广东省分行副行长、党组成员。1989年5月至1990年11月，任中国人民银行政策研究室主任。1990年11月至1991年11月，任中国人民银行行长助理。1991年11月至1993年11月，任国务院港澳事务办公室副主任、党组成员。1993年11月至1995年4月，任中国银行董事长、党组书记。1995年4月至1999年12月，任新华通讯社澳门分社社长。1998年3月，当选为政协第九届全国委员会常务委员。1999年12月至2001年7月，任中央人民政府驻澳门特别行政区联络办公室主任。曾任中共第十五届中央候补委员。2001年7月10日，在广州逝世。